# Anke Buettner

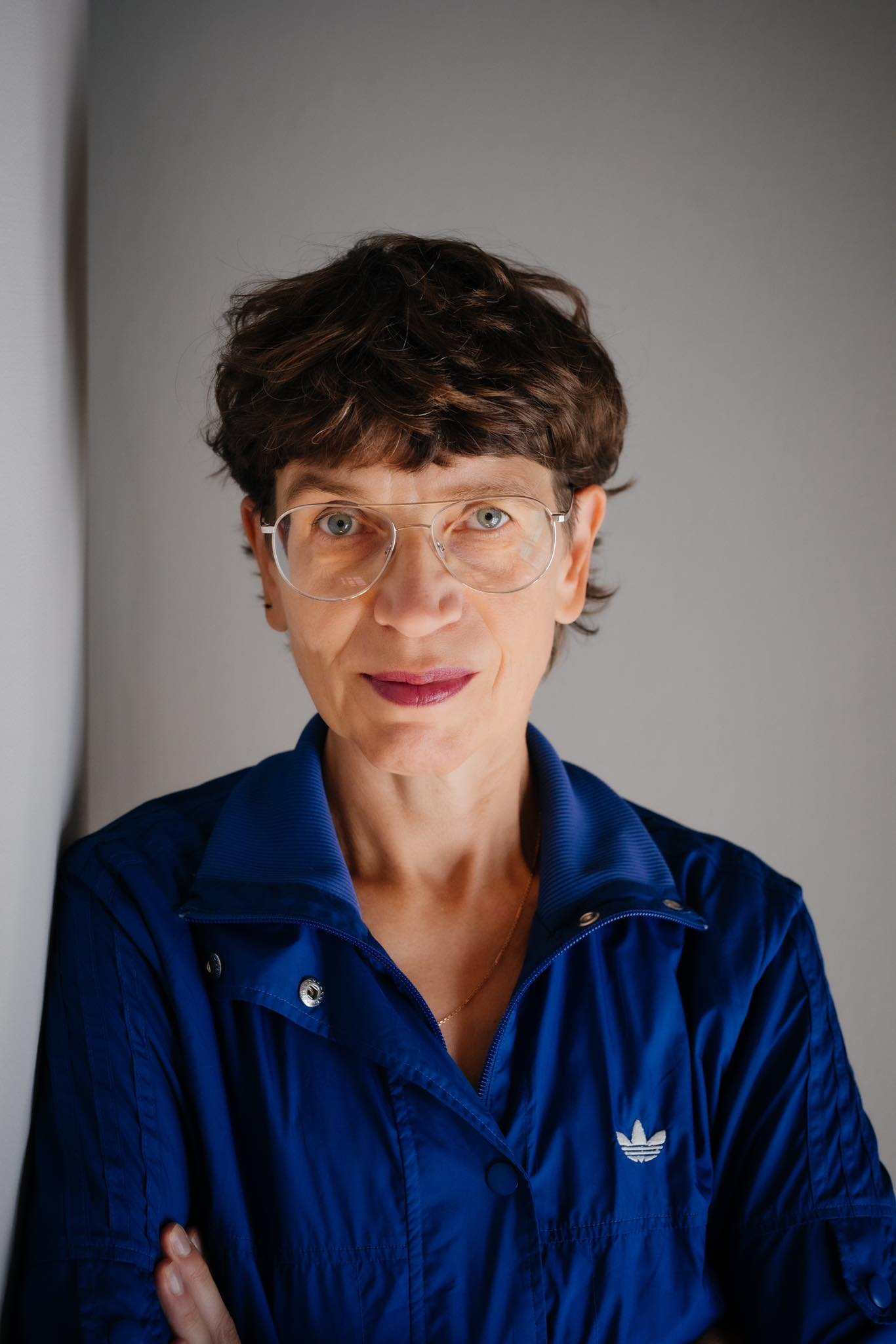
Anke Buettner

Anke Buettner (* 6. Juni 1970 in Neckarsulm) ist eine deutsche Literaturwissenschaftlerin, Skandinavistin, sowie Kuratorin von Ausstellungen und Festivals. Seit 2019 ist sie die Leiterin des Literaturarchivs Monacensia.

## Werdegang
Anke Buettner studierte Nordische Philologie, Komparatistik und Neuere Deutsche Literatur an der LMU und in Odense.

### Engagement in der Münchner Stadtbibliothek
Bis Ende 2018 leitete sie die Programm- und Öffentlichkeitsarbeit in der Münchner Stadtbibliothek. Hier gewann sie bereits Aufmerksamkeit mit Initiativen für Festivals, etwa mit ihrem Blick auf andere Bevölkerungsgruppen, wie die Roma (Stimmen der Roma, 2012) und auf Künstler und Literaten der vom Krieg gebeutelten Hauptstadt Bosniens, Sarajevo (Sta ima, 2014). Sie veranstaltete 2013 die Reihe Nordic Talking, in deren Mittelpunkt die Kultur Skandinaviens stand, in deren Rahmen aber auch zu Themen wie Rechtspopulismus diskutiert wurde.
Weiter gestaltete sie 2008, anlässlich des 60. Gründungsjubiläums der Internationalen Jugendbibliothek, die Ausstellung Die Kinderbuchbrücke über deren Geschichte  und die bahnbrechenden Ideen der Gründerin Jella Lepmann mit Kinderbüchern Brücken zwischen den Kulturen und Nationen zu errichten. Die Ausstellung zählte 20000 Besucher. Außerdem 2009 Wege aus dem Niemandsland. Als Wanderausstellung konzipiert, gab es sie auch in englischer, spanischer und japanischer Version.
2017–2019 veranstaltete Buettner gemeinsam mit Frauke Burgdorff drei interdisziplinäre Symposien über die Zukunft von Bibliotheken (Public! Die Stadt und ihre Bibliotheken, 2017; Public! Debatten über Bibliotheken und urbane Öffentlichkeit , 2018 ;  Public! Debatten über Öffnung und Demokratie , 2019) In diesem Zusammenhang setzte sie erstmals auch das Instrument einer Blogparade ein, wo alle, nicht nur Leute vom Fach, sondern auch die Bibliotheksnutzer, ihre Meinungen zu diesem Thema mitteilen konnten.

### Leitung der Monacensia
2019 übernahm Anke Buettner die Leitung der Monacensia, deren Weiterentwicklung – auf ganz unterschiedlichen Feldern – sie fortan als ihre Hauptaufgabe ansieht. Grundsätzlich setzt sie auf Offenheit, Kooperation und Netzwerken. So fordert sie einen erweiterten Begriff dessen, was das Archiv künftig an literarischen Zeugnissen der Stadt sammeln sollte, was sie in einem Monacensia-Manifest darlegte.

#### Erweiterter Sammlungsbegriff
Wurden bislang etwa literarische Zeugnisse von Migranten oder diverser marginalisierter Gruppen wenig berücksichtigt, so sollen sie jetzt nicht länger ausgegrenzt werden. Ebenso muss das aktuelle jüdische literarische Leben ein noch selbstverständlicherer Bestandteil der Sammlungstätigkeit der Monacensia sein. Davon ausgehend, dass jenseits des bürgerlichen Literaturkanons noch weit mehr das literarische Leben einer Stadt prägt, übernahm die Monacensia 2023 das Archiv des in München ansässigen ersten Frauenbuchladens Deutschlands, Lillemors, sowie das Archiv der lange Jahre unter jungen Leuten beliebten Lesereihe Geschichte aus der großen Stadt, welche in einer Bar stattfand. Dahinter steht auch der Gedanke, dass wir heute noch nicht wissen, welche Felder für die Forschung der Zukunft relevant sind.

#### Schreibende Frauen in der Erinnerungskultur wieder sichtbar machen
Grundsätzlich zeigt sich, dass Archive mit Nachlässen von Schriftstellerinnen weit weniger bestückt sind, als mit denen von Autoren. Die schreibenden Frauen in der Erinnerungskultur wieder sichtbar zu machen, ist ein weiteres erklärtes Ziel von Anke Buettner. Mit der von ihr ins Leben gerufenen Blockparade #femaleHeritage kamen 200 Blogtexte zustande, 20.000 Leser haben die Inhalte rezipiert, mit 8.000 Tweets kommentiert. Unter den vielen, die sich an Blogparade beteiligten, waren 73 Museen und Archive. Buettner überließ die Spurensuche nach den vergessenen oder zu wenig beachteten Frauen jedoch nicht nur der Wissenschaft allein, sondern eröffnete verschiedensten Gruppen, Institutionen, sowie auch Privatpersonen die Möglichkeit diesen Kulturträgerinnen früherer Tage mit eigenen Beiträgen wieder zur Geltung zu verhelfen. Die Integration von Laienforschern, die Erinnerungsarbeit von vielen, als kuratorische Feldforschung bezeichnet, ist auch eine probate Strategie in Zeiten knapper Kassen. In gleicher Mission ist Anke Buettner auch Mitbegründerin des Netzwerks FEMale*Society.

#### Anstöße geben
Die Projekte, die Buettner initiiert, begreift sie als Anstöße, aus denen Neues entstehen kann. Die Ausstellungen sollen nicht punktuell rezipiert werden, sondern in die Gesellschaft hineinwirken und sich weiterentwickeln. In der Ausstellung Pop Punk Politik taucht z. B. die bereits für #femaleheritage wiederentdeckte Künstlerin Rabe Perpexlum auf, deren Nachlass in der Monacensia liegt. Im gleichen Jahr, 2022, war die bis dahin fast vergessene Künstlerin schon Teil einer Ausstellung in der Lothringer13. Ohnehin bieten alle Ausstellungen während Buettners Ägide neue Gesichtspunkte: Etwa wenn Erika Mann nicht mehr nur als Tochter von Thomas Mann thematisiert wird, sondern deren starkes politisches Engagement als Autorin und Rednerin in den Mittelpunkt rückt.
Oder wenn die Frauen der Boheme nicht im üblichen Kontext als freizügige Musen Schwabinger Faschingsfeste vorgeführt werden, sondern nach der oft bitteren Kehrseite ihres Versuches ein eigenbestimmtes Leben im frühen 20. Jahrhundert zu führen, gefragt wird.
Eine weitere Kooperation ging die Monacensia mit den Münchner Kammerspielen mit dem gemeinsamen Festival Female Peace Palace – Theater und Widerstand in Zeiten des Krieges im April 2023 ein. Anke Buettner gehörte zu den künstlerischen Leiterinnen. Auch hier wurden bereits behandelte Themen weitergeführt, etwa in dem Stück, das den „ersten Frauenfriedenskongress“ 2015 in Den Haag wieder ins Bewusstsein rückte. Eine Frau, die im Stück im Zentrum stand, war bereits in der Ausstellung Frauen der Boheme von Bedeutung: Die Münchner Ärztin Hope Bridges Adams Lehmann.

#### Wissensgerechtigkeit
Buettner setzt sich für mehr Wissensgerechtigkeit ein. Dabei sieht sie die Kulturinstitutionen in der Pflicht, die neuen digitalen Medien, die in erster Linie Kommunikationsmedien sind, zu nutzen. „Es ist eine dringende Handlungsempfehlung an die Politik, die Kulturinstitutionen als demokratische Orte der Wissensproduktion für diese Transformation auszustatten“, schreibt Buettner. Die Monacensia setzt auf Digitalisierung, so nahm sie am Hackathon „Coding da Vinci“ teil und veranstaltete einen Editathon zu Münchner Schriftstellerinnen, an dem fehlende Wikipedia-Artikel ergänzt wurden.

#### Die Monacensia und die Stadtgesellschaft
Die historische Künstlervilla Hildebrandhaus einschließlich des idyllischen Gartens am Hochufer der Isar öffnete Anke Buettner in bisher nicht üblicher Weise für das Publikum. Als Ort, der allen zugänglich ist,  Studienort, Arbeitsstätte, Leseort, kulturellem Treffpunkt oder auch nur, um sich hier zu entspannen. Als Ort, an dem nichts konsumiert werden muss und an dem die Ausstellungsbesuche nichts kosten. Die Stadtgesellschaft soll das Haus als ihren eigenen Ort begreifen.

## Ausstellungen
- 2008 Die Kinderbuchbrücke. Die Anfänge der Internationalen Jugendbibliothek in der Münchner Nachkriegszeit, Ausstellung im Gasteig München, Kuratierung und Texte: Anke Buettner[30]
- 2015 Wege aus dem Niemandsland. Jella Lepman, Erich Kästner und Carl Zuckmayer. Wanderausstellung für die Internationale Jugendbibliothek[31]

## Festivals, Veranstaltungsreihen, Symposien
- 2005 Kalli – Kinderliteraturfestival München, als Initiatorin und Kuratorin zusammen mit Marion Schäfer, Conny Beckstein und Edith Offermann[32]
- 2012 Stimmen der Roma: Kunst, Film, Literatur, Musik, Debatte, Münchner Stadtbibliothek[33][34]
- 2013 Nordic Talking. Literatur, Film und Debatten aus Europas Norden.[35][36]
- 2014 Sta ima. Literatur, Kunst und Kultur aus Sarajewo und Ex-Jugoslawien[37]
- 2017 Public! Die Stadt und ihre Bibliotheken. Interdisziplinäres Symposium[38]
- 2018 Public! Debatten über Bibliotheken und urbane Öffentlichkeit[9]
- 2019  Public! Debatten über Öffnung und Demokratie[10]
- 2023 Female Peace Palace. Ein gemeinsames Projekt der Münchner Kammerspiele und der Monacensia[39][40][41][42]

## Publikationen
- Alles verändert sich. Ein Monacensia-Werkstattbericht über den Versuch, entspannt mit der Zeit zu gehen. In: Einsichten und Perspektiven. Bayerische Zeitschrift für Politik und Geschichte 4/2019.
- Im Archiv der Boheme | #FemaleHeritage. In: Waldemar Fromm / Wolfram Göbel / Kristina Kargl / Gabriele von Bassermann-Jordan (Hrsg.): Frauen der Boheme 1890–1920. Ausgewählte Beiträge zur Ausstellung „Frei leben!“ Allitera Verlag, München 2022, ISBN 978-3-96233-341-6.[43]
- mit Laura Mokrohs und Sylvia Schütz (Hrsg.): Frei leben! Frauen der Boheme 1890–1920. Verbrecher Verlag, Berlin 2022, ISBN 978-3-95732-546-4.

## Auszeichnungen
- 2023 Karl-Preusker-Medaille